# プロセス指向心理学
プロセス指向心理学（プロセスしこうしんりがく）は、アメリカのユング派心理学者アーノルド・ミンデルが中心となって創始、発展させてきた、心理療法、自己成長、関係性への取り組み、社会運動等に、統一的に活用できる体系。米国では主に「プロセスワーク」の名前で呼ばれているが、ヨーロッパ、日本を含むアジアでは「プロセス指向心理学」の名前もよく使われている。
当初ユング派心理療法家であったアーノルド・ミンデルは、人間の背後に「ドリーミング」と呼ばれる広大な無意識体が存在し、その働きかけが「ドリームボディ」となり、身体に夢や病気を引き起こすと考えた。プロセス指向心理学の仕事とは、このドリームボディに付き添い、それが治療的なプロセスを展開するのをサポートすることである。既存の多くの心理学体系のように、病をただ治療すべき対象と見なすのではなく、「病や夢はそれ自身に目的を持つ」ものとして目的論立場に立って扱うのである。（→#ドリームボディワーク）プロセス指向心理学は、ユング心理学の夢の概念を身体性へも拡張したものと言える。
この「状況を観察しながらプロセスに従う」という方法は非常に高い普遍性を持っていることが経験的に確信されるにつれ、幅広い応用が展開されることになった。一見、外界とのコミュニケーションが不可能であるような昏睡状態の患者とのワーク（→#コーマワーク）、紛争対立する集団へのワーク（→#ワールドワーク）などである。サトル・ボディの概念なども深化させるにともなって従来の心理療法の枠組みを踏み越え技法を展開することとなった。プロセス指向心理学はより広範な範囲での実践を行うため独立して打ち立てた理論・実践の体系である。
プロセス指向心理学はネオ・シャーマニズム、老荘思想の「道」の概念、量子物理学、マハトマ・ガンディーやキング牧師などに多くの影響を受けている。

## 歴史
プロセス指向心理学は1970年代後半に創始された。 それは、眠っているときに見る夢が、クライアントの身体的体験、特に身体症状に反映されるというミンデルの観察から始まる。彼は、空想、身体的な体験、背景から来る意図しない意味のあるシグナル、個人間の関係性などを広く含むものとして、「ドリーミング」という言葉を、多くの人に共有されているリアリティーと違った部分を広く一般的に表すものとして使用した。
ミンデルの物理学者として受けたトレーニングが、無意識を現象学的にだけでなく象徴的にも見る視点をもたらした。さらには、情報理論の考え方を彼のクライアントの観察に適応するよう導いた。
この新しい視点によって、無意識というコンセプトが、一方で、意図しない言語的および非言語的シグナル全体の幅だけでなく、他方、個人が自己同一化しない、知覚、信念、アイディアや、それがどう展開するかの過程を含む、プロセスという概念になっていった。
ミンデルはユング派の「増幅」手法であるアクティブイマジネーション（能動的想像法）や夢の解釈などの上に、非言語的、身体レベルの経験に、直接働きかける手法を加えることにより、彼のクライアントがこれらの形式の無意識の材料を統合するのを助けた。
老荘思想やシャーマニズムから現代物理学にまで及ぶ領域で培われた認識のパターンを元に、ミンデルは、彼が「アンフォールディング（展開）」と呼ぶ過程を通して、クライアントに無意識的な体験に自己同一化することを励ます枠組みを開発した。
クライアントの命名された体験は、言語や視覚的なものだけでなく、ムーブメント（動作）、深い身体的体験、個人間の関係性、社会的なコンテキスト（文脈）に依拠している。この展開する過程（プロセス）は、クライアントの命名された体験の脱構築（ディコンストラクション）である。
1980年代初期に、彼のプロセスワークの同僚とともに、個人、カップル、家族に使用していた概念的枠組みを、大きなグループにおける、コンフリクトレゾリューション（葛藤、紛争解決）をファシリテートするのに使用し始めた。彼はこの新しい取り組みを表現するのに「ワールドワーク」という用語を創り出した。
1990年代終わり頃、ミンデルは初期の興味を持っていた物理学に再び立ち戻り、一方に心理学をもたらし、他方に量子、相対的な物理学を立ち上がらせている、その人類の根源的の共通な体験を理解する枠組みを、探索し始めた。また、現代物理学の思考様式をヒントに、心的現象の非局在性、非局所性ということを考えている。すなわち、個人の心に起こる出来事は、集団によって共有されたり、別の誰かの心の中にも起こりうるということを積極的に指摘し、個人とグループや世界の心理的なプロセスが、相互に影響を与え合っているとする枠組みでワークを行うようになった。
2000年代に入ってからは、心的プロセスの諸要素をベクトルとみなし、ベクトル演算になぞらえたワークを展開している。
2000年代後半に向けて、だんだんとベクトルの数が減っていき、1本になるのと平行してプロセスマインドという概念が登場。2009年のクラスやセミナーでは、この地球や宇宙の特定の場所とつながった取り組み、プロセスマインドの手法が中心的になりつつある。センシエント、エッセンスレベルもプロセスマインドと呼ばれる。センシエント、エッセンスレベル、プロセスマインドのご先祖様は、1990年代後半には消えつつあった、スピリチュアルチャンネルの概念にもあるかもしれない。

## ドリーミングの現れ
プロセス指向心理学では、人間の背後に「ドリーミング」と呼ばれる広大な無意識体が存在すると想定する。ドリーミングは以下のような形を取って現れるとされる。

### 1次プロセスと2次プロセス
クライアントが自ずから意識的である表現領域、自己同一化している部分を「1次プロセス」、無意識的であったり自己同一化してない領域を「2次プロセス」と呼ぶ。プロセス指向心理学では、この自己同一化されていない2次プロセスと意識に近い1次プロセスの両方を扱い、プロセスの全体性の回復を図ろうとする。2次プロセスの中には、普段周縁に追いやられ無視されている心の声があり、それらを統合的に捉えることでプロセスが全体的に展開すると考えるのである。

### エッジ
クライアントが、ドリーミングが浮上してくるにつれて、現れてくるものプロセスをエッジと呼ぶ。エッジは身体的痛みや、恐怖感、眠気、権威や門などの形を取り現れる。エッジを扱う技法や考え方がとても多様で豊富なのがプロセスワークの特徴でもあるかもしれない。エッジを越えると、クライアントが自分に起きつつあるプロセスを理解することも容易になる可能性がある。

### センシェント
センシエントの概念ができる前のプロセスワークは、1次プロセスと2次プロセスの対話、統合に比較的重点が置かれていた。しかし、それならば感情が切り離される前に、最初からクライアントがドリーミングとの繋がりを保つようにすることが本質ではないか、と考えられ「センシェント（エッセンス、微細）」の概念が登場することとなった。センシェントに注目することにより、対立を必ずしも必要としない統合の方向性が示された。
センシェントのレベルでは、シグナルになる少し前の部分に焦点をあてるため、物事はまだ症状などの具体的な形を取っておらず、こういったものの中には注意を払わないままにしておくと、問題、症状といった形で病理的に発展してくるものも多い。ふとよぎる直観や、微細な感覚など、「フラート」と呼ばれる領域や技法も比較的同時期に発表されている。この「背景」にいつも気付いている能力を「24時間の明晰夢」とアーノルド・ミンデルは呼んだ。

## メタスキル
ある技法を使う時の、フィーリングや態度をメタスキルという。プロセスワークのメタスキルの一つに、「起こっている出来事はすべて意味を持っているので、できるだけ豊かな意味を見出そう」という、目的論的なものがある。そして意味とは解釈する側が押し付けるものではなく、あくまでクライアントが自ら納得できるようになるようサポートするものである。

### ドリームボディワーク
「ドリーミング」のより身体密着的な形が「ドリームボディ」であり、これを「心」「体」に続く第3の概念とする。ドリームボディは、日常意識により抑圧、周縁化された自己などが夢や病などのチャネル（出入口）に現れた際に、それを拾い上げ、応用するワークの事である。
ワークの一例を挙げる。まずクライアントは現在患っている部位に気持ちを向ける。その部位の感覚を丁寧に感じた後に、何かのイメージが浮かんでくるまで待機する。すると身体感覚から浮上したイメージがドリームボディとなり、それが現れた意味や目的を想像するように促すのである。これがドリームボディ・ワークの基本的な手順である。

### コーマワーク、臨死への取り組み
コーマ(coma)とは昏睡状態の事であり、コーマワークではこれらの人々の内的な旅をサポートしたり、コミュニケーションをとることを目指す。昏睡状態にあるクライアントはこちらに僅かなフィードバックを送っていることが多く、そのサインに対して気づきを向けることで、通常は難しいコミュニケーションを成立させることができることが多い。実際の治療現場では、この方法により、昏睡状態から覚醒に至るクライアントも現れている。
実際のワークの手順では、まず「呼吸」に注目することになる。呼吸は昏睡状態の人が最もよく使うチャネル（出入口）である。治療者はクライアントと呼吸を合わせながら、その呼吸をクライアントの耳元で再現したり、呼吸に合わせて手首に軽く触れるということを行う。その後、うめき声や筋肉の動きなど、呼吸を含めた多くのチャネルを観察し、その変化を見抜いていく。そしてクライアントに何らかの変化が生じた際に、それをそのままフィードバックすることで、本人がコミュニケーションに気がつくことを促進する。そうしたやり取りで「隠れたコミュニケーション」を浮上させていく。
昏睡状態にあった人々は、覚醒した後に「自分に呼びかける声は聞こえていたのに、それに対して応答できなかった。そうしたら何も意識がない人のように扱われた。」といった事を語るケースがある。従ってコーマワークでは、クライアントが正常な知覚状態を持っていることを想定したうえで、コミュニケーションを築くことを試みるのである。

### ワールドワーク
ワールドワークは個人や関係性を含みながらも、主に会社・学校などの組織や地域共同体、紛争地域にいる民族などに焦点を当ててプロセスワークを行う。
様々な人のグループから成る「場」には、様々な感情があふれている。その「場の感情」はそれを代弁する人物によって表現されることが普通である。その代弁者が背負う役割、立場を「ロール」と呼び、ワールドワークではこの「ロール」がどのように現れてくるかに気付いていくことにも注目する。このことは社会における少数派への抑圧を緩和する効果がある。
一例を挙げる。ある紛争地域において「紛争相手に報復すべきだ」という意見が主流となり、「世界平和」を唱える意見が少数派になるとする。ワールドワークでは、このロールの力関係を見定め、少数派の意見を拡大して（しかし、肩入れすることなく）注目することとなる。普段は現れない微細な2次プロセスに注意を向けることにより、プロセスの全体性が回復するのである。（→#1次プロセスと2次プロセス）これまでの多数決で押し切る民主主義の考えに代わり、多数決や、通常のリアリティー（合意のある現実）で押し切らずに、ドリームランド、センシエントレベルを含む全体に気付きを向ける方法をアーノルド・ミンデルは「深層民主主義」と呼んだ。
社会問題を直接解決しようとせず、グループが本来持つ心の総合体に気付きを向けることで、グループをあるがままの状態に落ち着けていく。そうする事で、場の中に対立する声があったとしても、おそれや痛みという気持ちで繋がることができ、相手と対話する姿勢が生まれる。このワールドワークの手法で、テロリスト同士の和解が成立した事例もあるとミンデルは紹介している。

## 外部サイト
- amy and arny mindell からいくつかのページの翻訳その他
- 風使いの小屋　プロセス指向心理学、プロセスワーク、ワールドワーク、コーマワーク（昏睡状態の支援）などについて日本語で読めるページ - ウェイバックマシン（2005年1月31日アーカイブ分）
- 日本プロセスワーク協会
- プロセスワーク　プロセス指向心理学　関連書籍リスト　Processwork Books

### グローバルプロセスワーク研究所
- GPI は国際的なプロセス指向紛争解決ファシリテーター、平和運動家、トラウマヒーラーのコンソシアムです。

### トレーニング提供組織
- 日本プロセスワークセンター
- プロセスワーク研究所
- プロセス指向心理学研究協会、チューリッヒ
- プロセスワーク オーストラリア
- プロセス指向心理学研究協会、英国
- プロセスワーク ギリシャ
- ポーランド　プロセスワークアカデミー
- プロセス指向心理学アカデミー (ポーランド)
- ポーランド　プロセス指向心理学サイト
- パシフィック研究所　ヨーロッパ
- ヨーロッパ　プロセスワークフォーラム
- ポーランド　プロセス指向心理学研究協会
- スロバキア　プロセス指向心理学研究所

### プロセスワーク出版
- 老子出版 (プロセスワークの本の出版)

### プロセス指向心理学国際協会
- IAPOP は、プロセス指向心理学と以下のような領域のとの関係を研究します。心理療法、精神医療、コーマ、マインドーボディー　（メディスン）医療、スピリチュアリティー、コンフリクトレゾリューション（紛争解決）、組織の開発、芸術）
- IAPOP ウェブサイト

### 深い（深層）民主主義運動(DDM:Deep Democracy Movement)
- DDM　ウェブサイトは、深い民主主義の研究記事とディスカッションを歓迎します。